# 許宗萬
許 宗萬（ホ・ジョンマン、허종만、1935年2月22日 - ）は、朝鮮民主主義人民共和国の政治家、実業家。最高人民会議代議員、在日本朝鮮人総聯合会（朝鮮総連）議長。国交の存在しない日本において、事実上の「北朝鮮大使」とされている。

## 経歴
日本統治時代の朝鮮慶尚南道固城郡で生まれる。来日後、特別永住資格を与えられ永住。
1955年、朝鮮総連の結成に関わり神奈川県本部委員長を務め、1959年に東京都本部委員長に就任。その後、中央本部国際局部長を経て1986年9月に中央委員会副議長となった。同時期に朝銀信用組合に勤務し、人事権を掌握していた。
1993年7月に中央委員会責任副議長に昇格、実務を一手に担う。
2003年8月の北朝鮮最高人民会議第11期代議員選挙で当選し、2009年3月の第12期代議員選挙でも再選した。
2012年5月19日、2月に死去した徐萬述第2代朝鮮総連議長の後任として第3代朝鮮総連議長に選出された。
2014年3月、最高人民会議第13期代議員選挙で再選され、5月には朝鮮総連議長に再任された。
2015年3月26日、経済制裁により禁輸対象となっている北朝鮮産マツタケを不正輸入し逮捕された貿易会社社長の関連先として、南昇祐副議長と共に自宅が家宅捜索された。4月9日に北朝鮮で最高人民会議が開催されるが出席を見送り、朝鮮総連からは南が出席した。
2019年3月の最高人民会議第14期代議員選挙において、極洞選挙区（咸鏡北道明澗郡）から再選された。
2020年2月14日付の労働新聞で、国旗勲章1級と労力英雄称号を、三代の指導者に「絶対的な忠誠心を持って主体革命偉業と総連愛国偉業の遂行に大きく寄与した」として授与したと発表。

## 活動
- 総連の外交部門を担う国際局出身で自民党の金丸信と社会党の田辺誠、さらに自民党の野中広務、山崎拓、加藤紘一と特に親しく交流した[14]。

- 2013年3月、北朝鮮からの「戦争突入命令」を受け、北朝鮮工作機関の連絡役だった人物を朝鮮総連幹部に据える人事を発表した[15]。

- 2014年7月、北朝鮮による日本人拉致問題の再調査合意により、2006年以来実施されている訪朝後の再入国禁止措置が解除されることを見込み訪朝を計画するが、朝鮮総連本部ビル売却問題に関連し、売却阻止のため1億円の供託金を出費したため、金正恩第一書記への上納金が集金出来なかったとして断念した[16]。9月から10月にかけて訪朝が実現し、北朝鮮建国66周年中央報告大会に出席[17]。訪朝中は金永南最高人民会議常任委員会委員長と会談し運営方針について協議したが、希望していた金正恩との会談は実現しなかった[18][19][20]。また、7月には許に副議長を解任された高徳羽西東京本部委員長が、許よりも先に訪朝し朝鮮労働党幹部と会談しており、許の影響力低下が指摘された[21]。

- 朝鮮総連本部ビル売却問題ではビル退去を防ぐために、在日韓国・朝鮮人資産家から数億円の資金を集め[22]、朝鮮総連の1998年の国会議員当選時代から付き合いのある山内俊夫元参議院議員と協力したり、マルナカホールディングスへの働きかけを行った[23]。働きかけにより、2015年3月、マルナカホールディングスから本部ビルの土地を転売された山形県の企業グリーンフォーリストとの間に賃貸契約を結び退去を免れた[24][25]。

## 人物
- 東京朝鮮中高級学校在学中はサッカー部に所属しており、第33回全国高等学校サッカー選手権大会ではウイングとして出場した[4]。
- 高い集金能力を北朝鮮に評価され最高幹部に上り詰めたと言われており[2]、その手腕から「北の集金マシン」と呼ばれている[4]。ただし、集金については強引な方法を用いることが多く、在日朝鮮人の朝鮮総連離れを引き起こしていたため、議長就任が検討される度に反対に遭い、徐萬述が死去するまで就任出来なかったという[26]。また、多額の送金を実施したことで金正日の信頼を得た反面、朝銀信用組合を破綻させている[27]。そのため、朝鮮総連幹部からは「独断専行型で人望は皆無」と評されている[4]。また、幹部に昇進してからは日本政界との交渉役を担当し、強固な人脈を築いたとされている[4]。
- 2011年の金正日の死に際し、再入国禁止措置のため葬儀を欠席。そのため北朝鮮内の序列が下げられた[28]が、朝鮮総連本部ビルの退去を回避したことから金正恩の信頼を回復したと見られる[29]。
- 息子が2人おり、長男は中央本部組織局第2部副局長として人事を統括し、次男は東京都支部副委員長を務めている[30]。また、次男はマツタケの不正輸入を行った貿易会社の役員を兼務しており、その肩書を利用して北朝鮮に渡航し、上納金の送金や労働党幹部との連絡役を務めていた[31]が、2015年5月12日にマツタケの不正輸入を行った容疑で逮捕された[32]。同年12月に懲役1年8ヶ月、執行猶予4年（求刑・懲役2年）の判決が言い渡された[33]。